# Spoorlijn 243
Spoorlijn 243 was een Belgische industrielijn in Bergen en een aftakking van spoorlijn 97 (Bergen - Quiévrain). De lijn liep van station Quaregnon naar de Jemappes Rivage aan het Kanaal Bergen-Condé en was 1,9 km lang.
Bij de aanleg van de A7 is de verbinding met Quaregnon verbroken en restte er slechts en verbinding via lijn 242.

## Aansluitingen
In de volgende plaatsen was er een aansluiting op de volgende spoorlijnen:
Quaregnon
Spoorlijn 97 tussen Bergen en Quiévrain
Spoorlijn 98B/1 tussen Y Petit Champs en Jemappes
Jemappes Rivage
Spoorlijn 242 tussen Y Criquelion en Darse-Sud